# Emil Köhler (Maler)
Julius Emil Köhler, genannt Koszinskow (* um 1815 in Dresden; † 31. August 1876 in Blasewitz), war ein deutscher Porträt- und Genremaler sowie Lithograf.

## Leben
Köhler war ein Sohn des „Secretairs“ im sächsischen Kriegsministerium und späteren Kriegsrats Johann Julius Köhler († 10. April 1868). Im Jahr 1840 erscheint er als Schüler der Kunstakademie Düsseldorf unter Theodor Hildebrandt. Ab 1842 wirkte er in Dresden. Auf Kunstausstellungen in Leipzig, Dresden und Berlin war er vertreten. 1875 erhielt er aus der dem Andenken des Dichters Christoph August Tiedge gewidmeten Tiedge-Stiftung eine Ehrengabe in Höhe von 300 Mark.
Emil Köhler lebte im Dresdner Stadtteil Plauen und wurde auf dem naheliegenden Alten Annenfriedhof an der Chemnitzer Straße bestattet.

## Werke (Auswahl)
- 1841: Die Ueberraschung und Das nachsinnende Fischermädchen Kunstausstellung Leipzig.
- 1842: Die verunglückte Marktfuhre (ein Bauernjunge, dem die Hunde seines beladenen Karrens, einer Katze nachjagend, durchgehen) Kunstausstellung in Dresden und Berlin[3][4]
- ca. 1850: Das Wilsdruffer Thor vor der Demolirung im Jahre 1811 (kolorierte Kreidelithografie) und weitere Stadtansichten